# Rouy-le-Petit
Rouy-le-Petit ist eine französische Gemeinde mit 103 Einwohnern (Stand 1. Januar 2022) im Département Somme in der Region Hauts-de-France im Norden von Frankreich. Die Gemeinde gehört zum Kanton Ham und ist Teil des Gemeindeverbandes Est de la Somme.

## Geographie
Die Gemeinde liegt zwischen Nesle und Voyennes im Osten des Canal du Nord, der sie von Rouy-le-Grand trennt.

## Geschichte
Die Gemeinde erhielt als Auszeichnung das Croix de guerre 1914–1918.

## Einwohner
| 1962 | 1968 | 1975 | 1982 | 1990 | 1999 | 2006 |
| ---- | ---- | ---- | ---- | ---- | ---- | ---- |
| 95   | 117  | 126  | 107  | 104  | 125  | 128  |

## Verwaltung
Bürgermeister (maire) ist seit 2001 André Salome.